# Labastide-du-Vert
Labastide-du-Vert település Franciaországban, Lot megyében. Lakosainak száma 276 fő (2022. január 1.). Labastide-du-Vert Castelfranc, Crayssac, Les Junies, Luzech, Pontcirq és Saint-Médard községekkel határos.

## Népesség
A település népességének változása:
| Lakosok száma | 193  | 181  | 191  | 226  | 242  | 253  | 269  | 270  | 272  | 276  |
|               | 1968 | 1982 | 1990 | 2006 | 2013 | 2015 | 2017 | 2019 | 2020 | 2022 |